# (8407) Houlahan
(8407) Houlahan (1995 ON) – planetoida z pasa głównego asteroid okrążająca Słońce w ciągu 3,47 lat w średniej odległości 2,29 au. Odkryta 25 lipca 1995 roku.